# 徐文伯 (南朝)
徐文伯（？—？），表字德秀，东莞郡姑幕县（今山东省诸城市）人，南朝宋官员、医生、
徐家世代精通医术。徐文伯的曾祖父徐熙、祖父徐秋夫、父亲徐道度都是名医。徐文伯兼有学行，为人倜傥，不屈意于公卿权贵。因为治愈宋孝武帝路太后之病，授鄱阳王常侍。宋明帝、宋后废帝时，他也以医术知名。南齐时为东莞郡、太山郡、兰陵郡三郡太守，其孙徐之才。